# Philadelphia Naval Shipyard
Philadelphia Naval Shipyard byla loděnice amerického námořnictva fungující v letech 1801–1996 ve Filadelfii, konkrétně ve čtvrti Southwark a od roku 1867 na ostrově League Island na soutoku řek Delaware a Schuylkill River. Byla to první loděnice vlastněná americkou vládou. Za téměř dvě století své existence postavila necelých padesát válečných lodí, včetně bitevních a letadlových za druhé světové války. Významnější byla jako místo, kde byly prováděny opravy a modernizace válečných plavidel. Takových bylo celkem 1218. Po zániku loděnice v roce 1996 byla většina areálu přeměněna v obchodní a průmyslové centrum. Zároveň v areálu zůstalo několik vojenských zařízení, včetně místa uložení vyřazených válečných plavidel.

## Historie

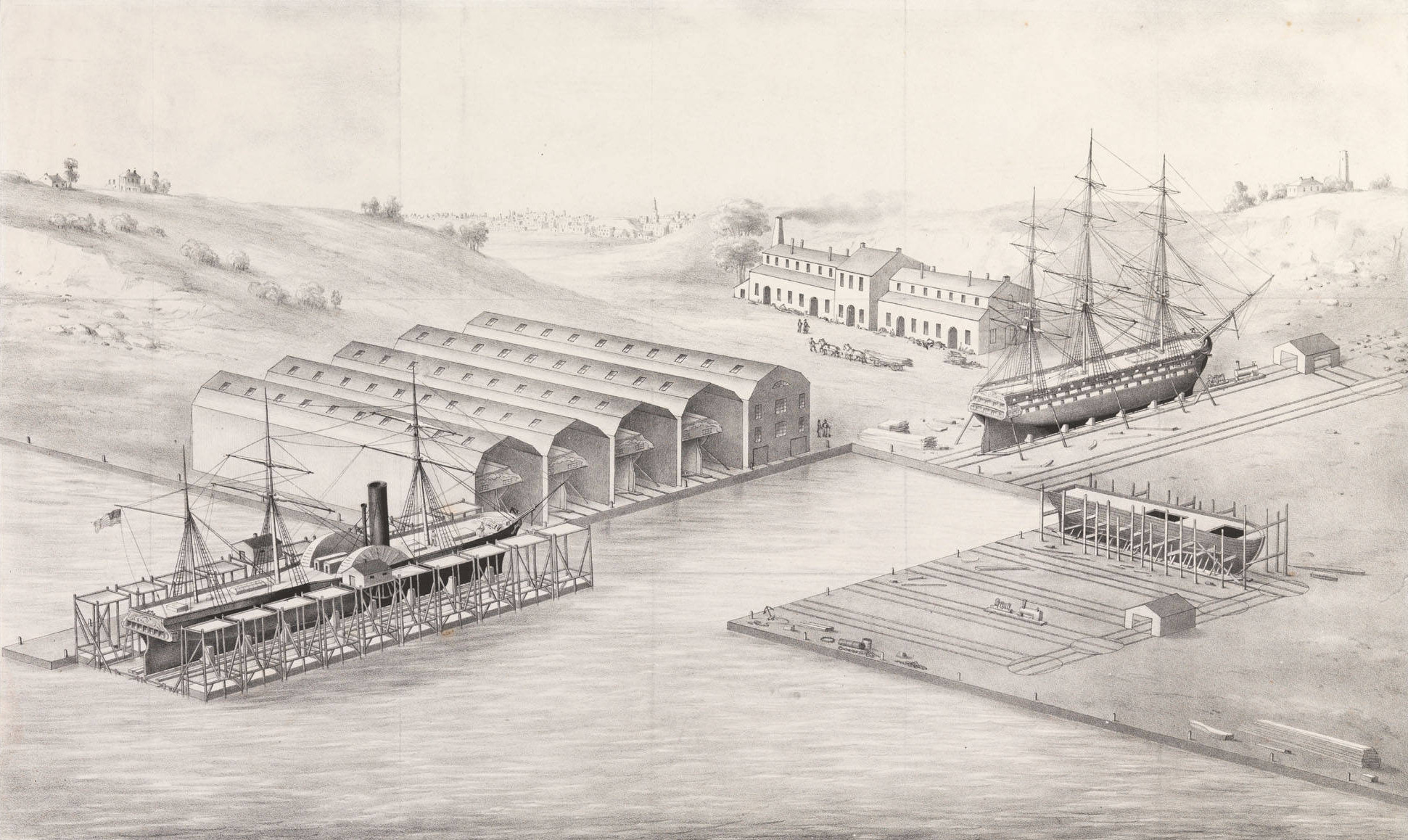
Plán loděnice z roku 1848

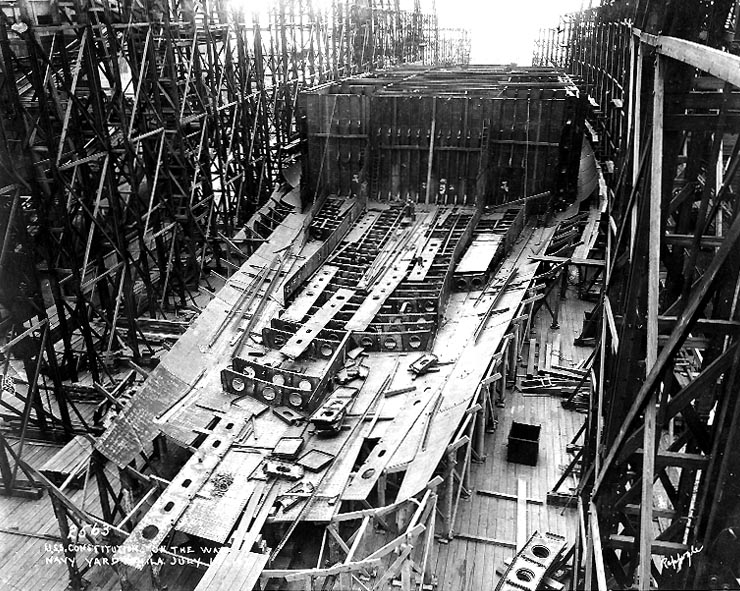
Rozestavěný bitevní křižník třídy Lexington USS Constitution (CC-5). Roku 1923 byla jeho stavba zrušena.

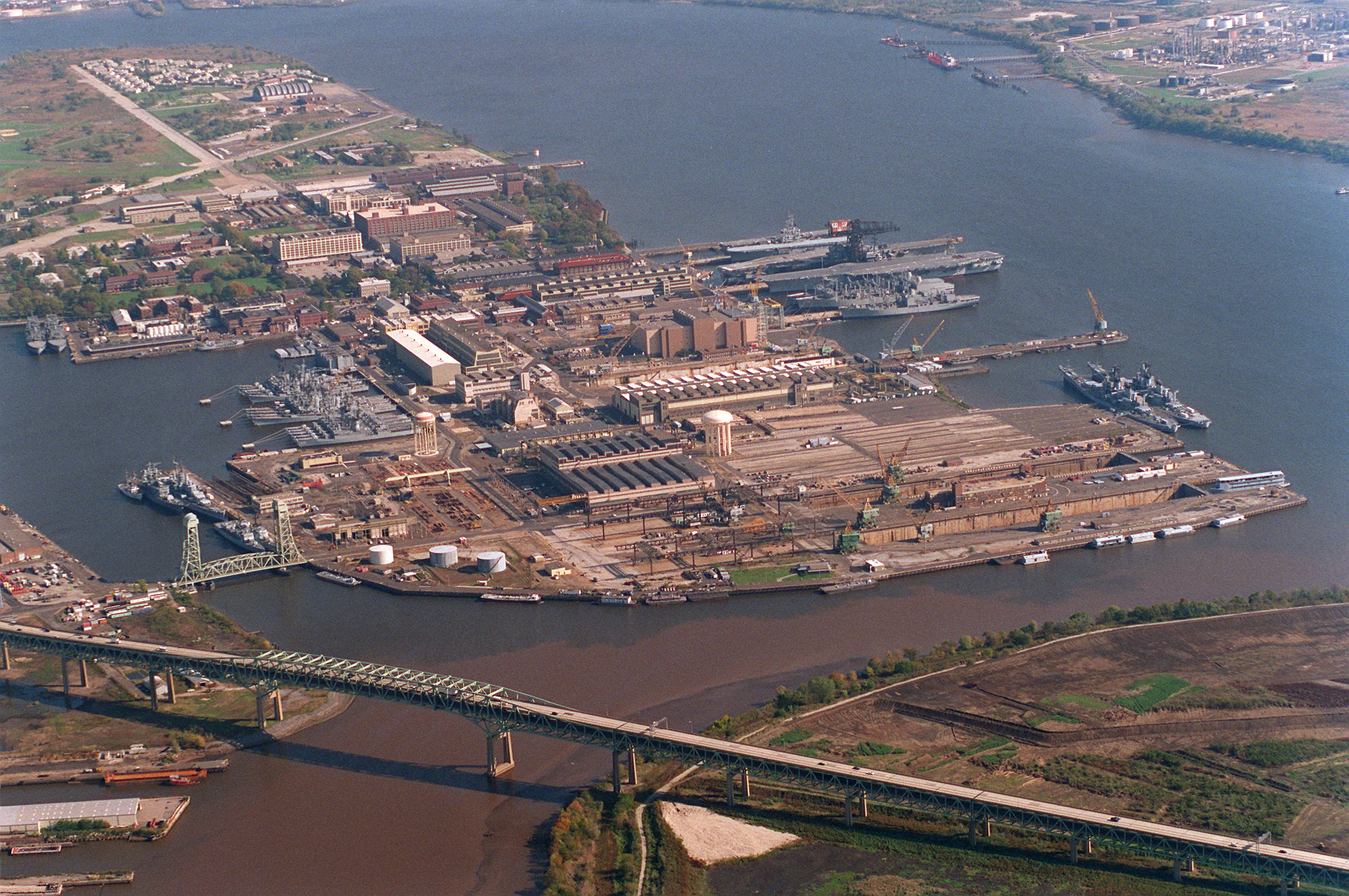
Loděnice v roce 1995

Ve Filadelfii byla roku 1776 přijata Deklarace nezávislosti Spojených států amerických, roku 1787 zde byla přijata Ústava Spojených států amerických a v letech 1790–1800 byla hlavním městem USA. Filadelfie je rovněž místem vzniku námořnictva a námořní pěchoty Spojených států amerických. V roce 1776 Kongres pronajal pozemky na ulici Front Street, aby podpořil námořní obranu. Roku 1794 George Washington podepsal zákon, požadující stavbu šesti fregat na obranu země. USS United States byla roku 1797 spuštěna v loděnici na břehu řeky Delaware ve filadelfské čtvrti Southwark. Nedlouho poté se loděnice stala součástí amerického námořnictva. Roku 1801 mezi ulicemi Federa a Reed Street vznikla první státem vlastněná americká loděnice Southwark Yard. Prvním v ní postaveným plavidlem byla roku 1815 spuštěná řadová loď USS Franklin. Za americké občanské války byla Philadelphia Naval Shipyard nejjižnější loděnicí námořnictva, která nepadla do rukou Konfederace.
Životnost loděnice Southwark Yard prodloužily investice do plovoucích suchých doků, rychlé rozrůstání města si však vynutilo přesun loděnice do jiné lokality. Roku 1867 Kongres schválil přesun loděnice na ostrov League Island. Roku 1868 město převedlo na americkou vládu 923 akrů pozemků, které zakoupilo na ostrově League Island. Obě loděnice osm let fungovaly paralelně. Staré zařízení v Southwarku bylo uzavřeno roku 1876. V 90. letech 19. století byly v loděnici na League Islandu vybudovány dva velké suché doky. Stavbu doku 1 vedl pozdější polárník Robert Peary a dok 2 vznikl za španělsko-americké války z roku 1898.
Za první světové války se počet zaměstnanců loděnice zvýšil z 2500 v roce 1916 na 12 000 v roce 1919. Roku 1917 na ostrově League Island vznikl rovněž letecký závod Naval Aircraft Factory, roku 1943 přeměněný na Naval Air Material Center, roku 1963 na Naval Air Engineering Center a roku 1974 přesunutý do Lakehurstu. V letech 1926–1963 bylo na východním konci ostrova letiště Mustin. Roku 1920 byly v loděnici rozestavěny dva bitevní křižníky třídy Lexington, ale roku 1923 byla jejich stavba zrušena.
V meziválečné době v loděnici vznikla jediná dílna a slévárna lodních šroubů amerického námořnictva. Ve druhé polovině 30. let 20. století loděnice začala stavět křižníky (USS Minneapolis, USS Philadelphia, USS Wichita) a torpédoborce. Jako první roku 1935 dokončila torpédoborec třídy Farragut USS Aylwin (DD-355). Do roku 1942 loděnice dodala sedm torpédoborců několika tříd. Zároveň se loděnice více zaměřila na stavbu velkých válečných lodí, jako byly letadlové lodě třídy Essex, bitevní lodě USS Washington, USS New Jersey a USS Wisconsin, dva těžké křižníky třídy Baltimore a dva rozestavěné třídy Oregon City. V menších plavidel to byly například eskortní torpédoborce a tankové výsadkové lodě třídy LST-1. Celkem za druhé světové války postavila 53 válečných lodí a dalších 574 opravila. V loděnici za války pracovalo až 47 000 osob.
Po válce loděnice sloužila především k údržbě a modernizaci amerických válečných lodí, nebo jako místo uložení plavidel převedených do rezervy. Počet zaměstnanců po válce klesl na 12 000. V 60. letech za ministra obrany Robert McNamara byla stavba nových plavidel v rostoucí míře svěřována soukromým loděnicím. Posledním plavidlem postaveným loděnicí Philadelphia Naval Shipyard byla roku 1970 velitelská loď USS Blue Ridge (LCC-19). Následně se loděnice zaměřila na údržbu a modernizaci konvenčních válečných lodí. Vynikala například v oblasti parních turbín, elektroniky a bojových řídících systémů. V letech 1988–1995 loděnice uskutečnila program prodloužení životnosti (Service Life Extension Program, SLEP) konvenčních letadlových lodí USS Kitty Hawk a USS Constellation a modernizaci letadlové lodě USS John F. Kennedy.
Roku 1991 Komise pro uzavírání a reorganizaci obranných základen (Defense Base Closure and Realignment Commission) navrhla uzavření loděnice po dokončení modernizace letadlové lodě John F. Kennedy. Modernizace plavidla skončila 13. září 1995 a dne 30. září 1995 loděnice ukončila provoz. V té době v ní pracovalo 7000 osob. Komplex tvořený loděnici Philadelphia Naval Shipyard a základnou Philadelphia Naval Station měl rozlohu 1168 akrů. Loděnice měla pět suchých doků, z toho dva schopné pojmout letadlovou loď. Zahrnoval více než tisíc budov, 52 mil ulic a 4,2 míle pobřeží.
Areál nadále slouží k průmyslové výrobě a obchodu. Působí v něm okolo 150 společností. Například doky 4 a 5 využívá loděnice Philly Shipyard (dříve Aker Philadelphia Shipyard) ke stavbě nových plavidel a doky 2 a 3 využívá společnost Rhoads Industrie k opravám plavidel. Zároveň v lokalitě zůstala zachována některá vojenská zařízení. Jedná se o zařízení Naval Ship Systems Engineering Station (NAVSSES), dílnu a slévárnu lodních šroubů a dále pobočku zařízení sloužícího k uložení deaktivovaných plavidel Navy Intermediate Ship Maintenance Facility (NIMSF). V roce 1995 spravovalo dvě bitevní lodě (USS Iowa a USS Wisconsin), těžký křižník, dvě letadlové lodě (USS Forrestal a USS Saratoga), dvě vrtulníkové výsadkové lodě (USS Guadalcanal a USS Iwo Jima) a další plavidla.

## Plavidla (výběr)

### Letadlové lodě

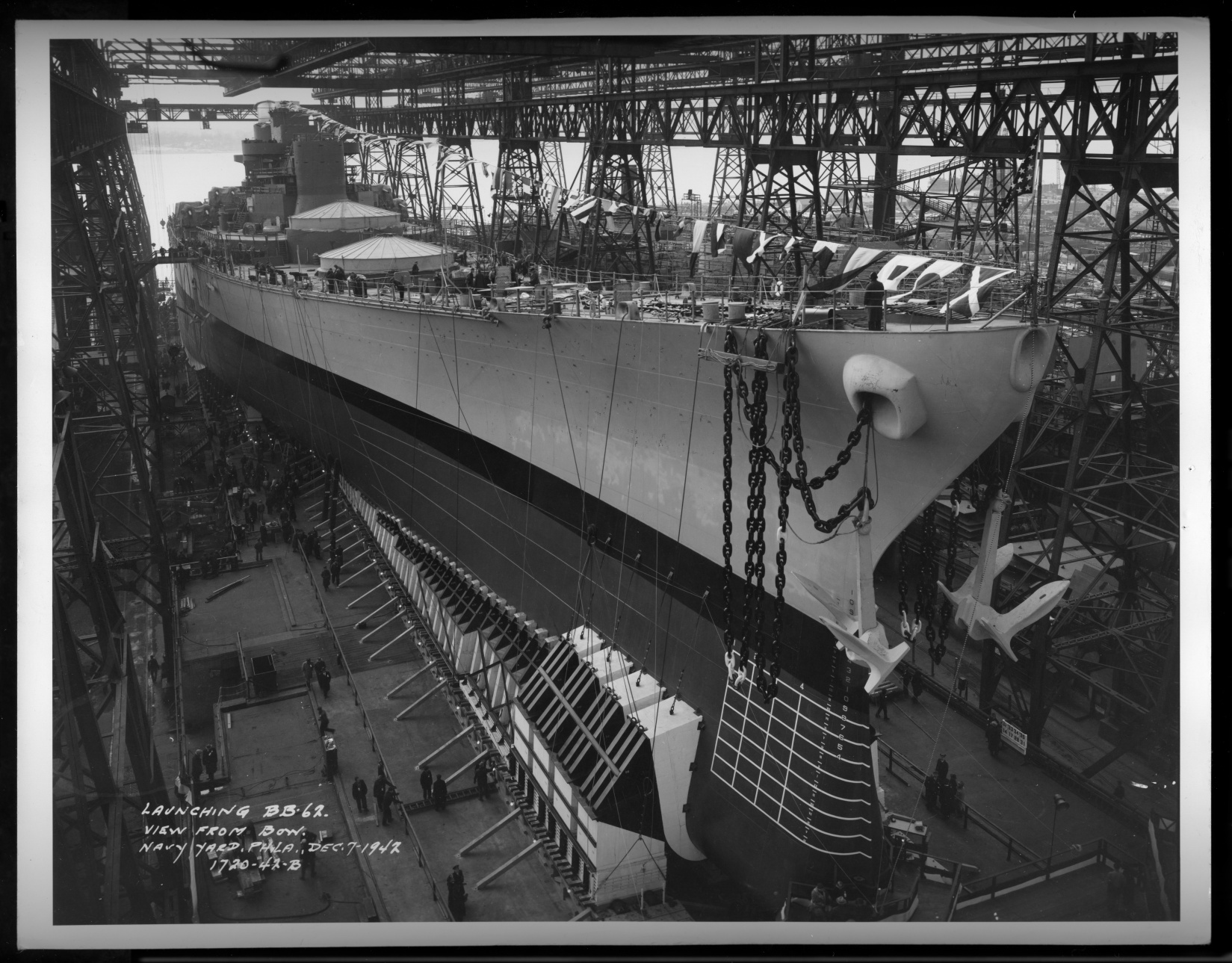
Spuštění bitevní lodě USS New Jersey (BB-62)

- Třída Essex (3 ks, další 1 ks stavba zrušena)

### Bitevní lodě
- Třída Montana (2 ks, stavba zrušena)
- Třída Iowa (2 ks, další 1 ks stavba zrušena)
- Třída North Carolina (1 ks)

### Křižníky
- Třída Galveston (1 ks) – přestavba lehkého na raketový křižník
- Třída Oregon City (2 ks, stavba zrušena) – těžký křižník
- Třída Baltimore (2 ks) – těžký křižník
- USS Wichita (CA-45) – těžký křižník
- Třída Brooklyn (1 ks) – lehký křižník
- Třída New Orleans (1 ks) – těžký křižník
- Třída Lexington (2 ks, stavba zrušena) – bitevní křižník

### Torpédoborce

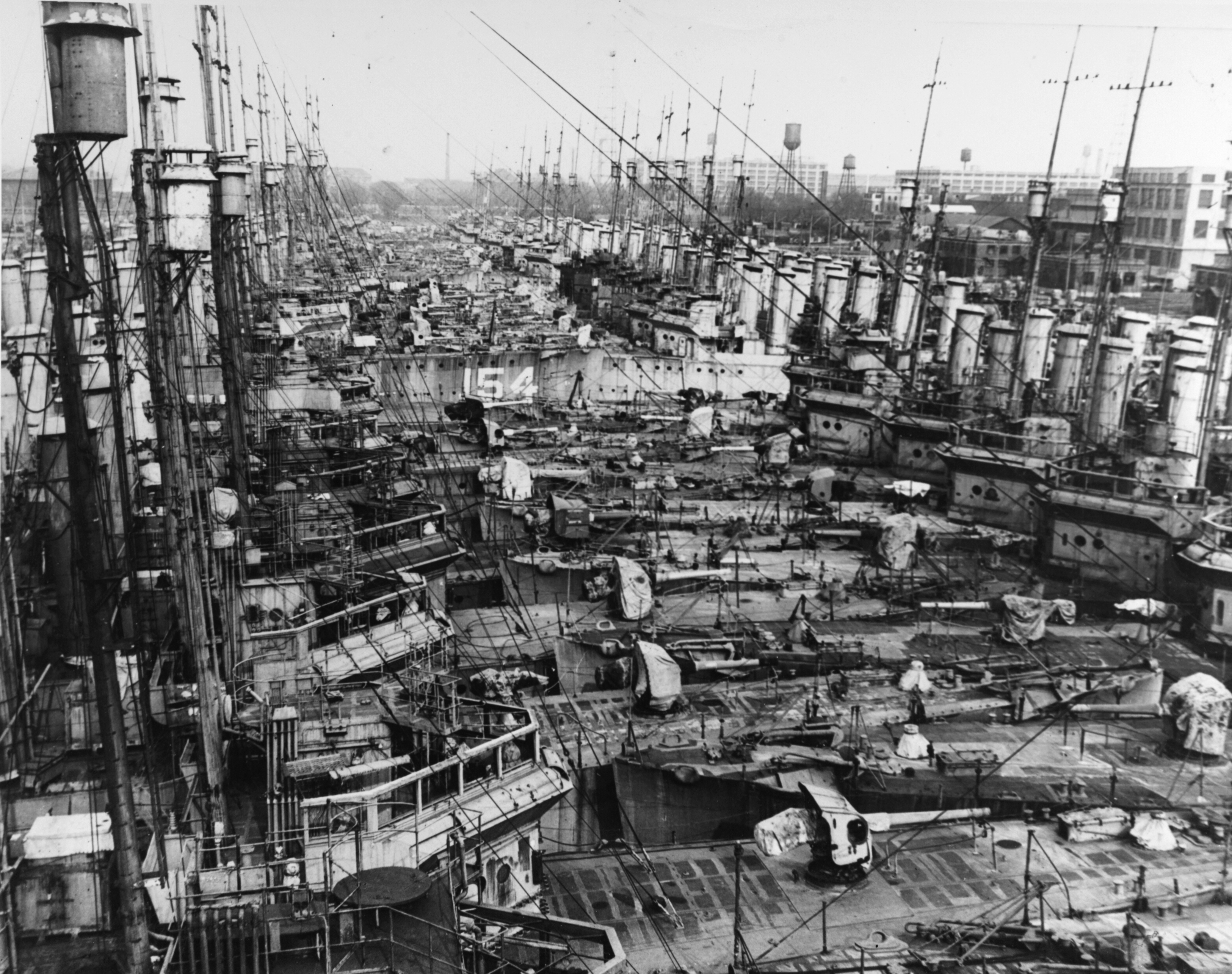
Torpédoborce uložené v loděnici v roce 1923

- Třída Farragut (2 ks)
- Třída Gleaves (2 ks)
- Třída Sims (1 ks)
- Třída Benham (1 ks)
- Třída Mahan (2 ks)
- Třída Farragut (1 ks)

### Eskortní torpédoborce
- Třída Rudderow (2 ks)
- Třída Buckley (10 ks)
- Třída Evarts (6 ks)

### Ostatní

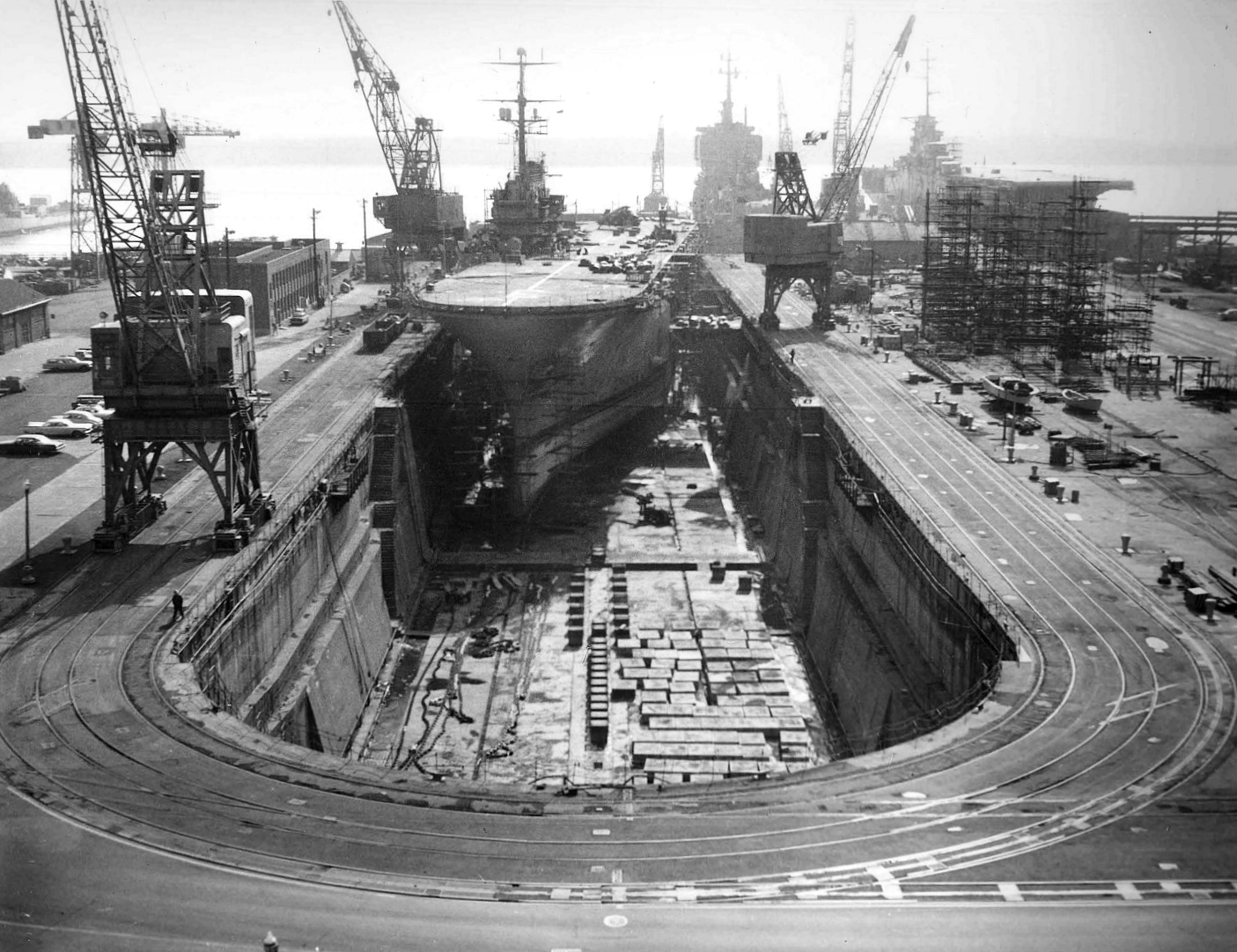
Vrtulníková výsadková loď USS Okinawa (LPH-3) v loděnici Philadelphia Naval Shipyard v roce 1963

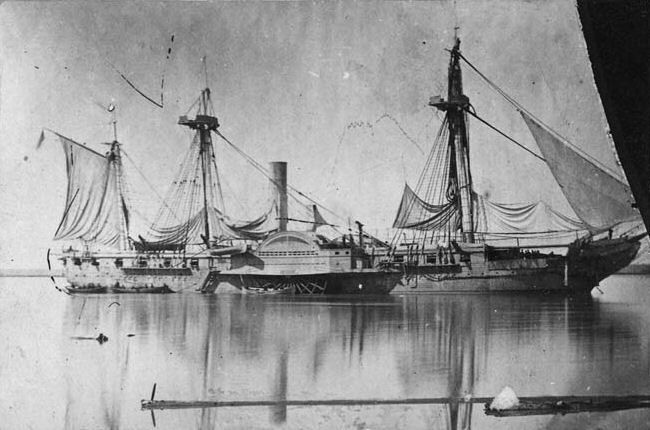
Kolesová fregata USS Mississippi

- Třída Blue Ridge (1 ks) – velitelská loď
- Třída Newport (3 ks) – tanková výsadková loď
- Třída Iwo Jima (4 ks) – vrtulníková výsadková loď
- Třída Casa Grande (1 ks) – doková výsadková loď
- Třída Crosley (4 ks) – rychlé transportní lodě
- Třída Currituck (1 ks) – nosič hydroplánů
- Třída LST-1 (14 ks) – tanková výsadková loď
- USS Terror (CM-5) – minonoska
- Třída Treasury (4 ks) – kutry pobřežní stráže
- USS Dobbin (AD-3) – tendr torpédoborců
- USS Relief (AH-1) – nemocniční loď
- Třída Lapwing (4 ks) – minolovky
- USS Henderson (AP-1) – transportní loď
- USS Lancaster (1858) – šroubová šalupa
- USS Wabash (1855) – šroubová fregata
- USS Susquehanna – kolesová fregata
- USS Princeton – šroubová parní loď
- USS Mississippi – kolesová fregata
- USS Franklin – řadová loď, první plavidlo založené v loděnici